# Brunehamel
Brunehamel est une commune française située dans le département de l'Aisne en région Hauts-de-France.

## Géographie

### Communes limitrophes
Brunehamel est une commune qui se situe au nord-est de l'Aisne, à moins de 5 km des Ardennes et à environ 30 km du Nord.
La commune se trouve au même nombre de kilomètres de Hirson et Vervins, soit 25 km.

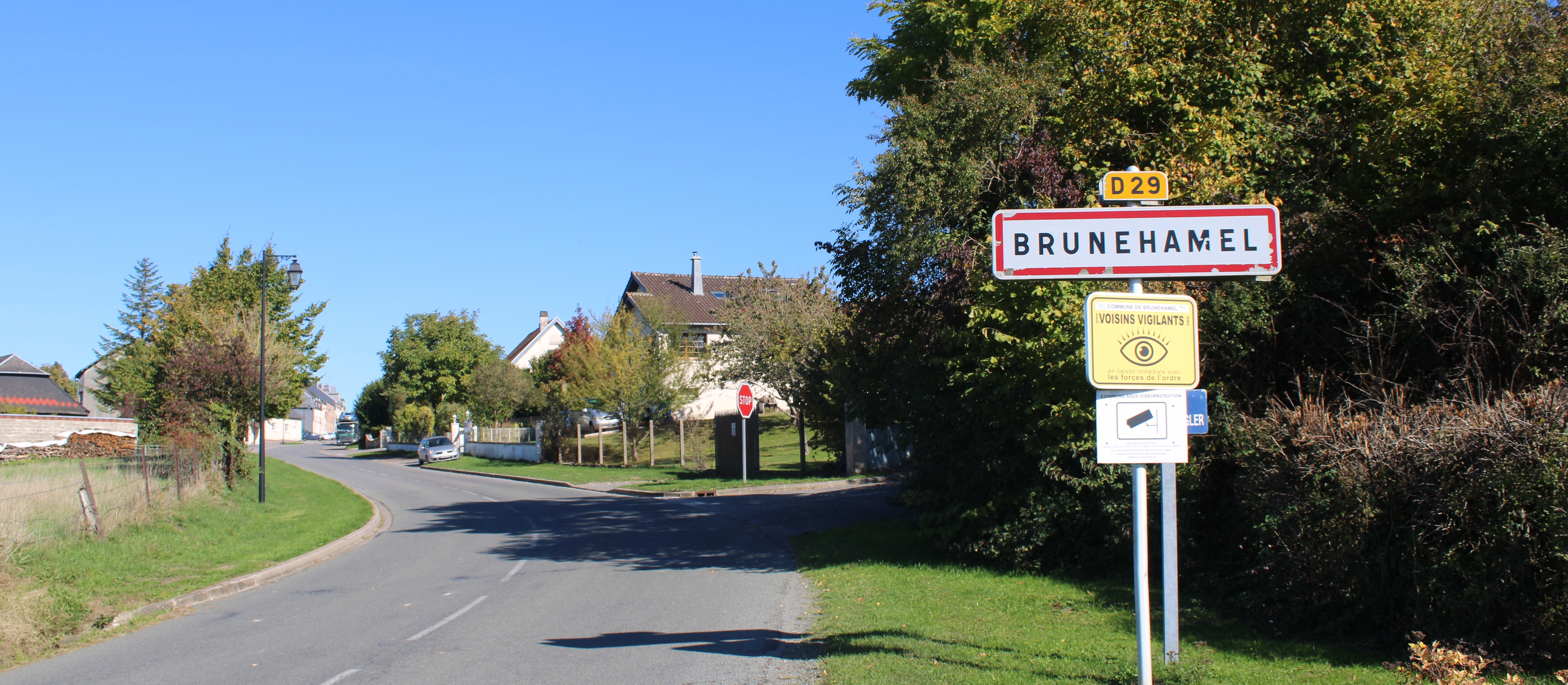
Entrée du village.

### Hydrographie
La commune est située dans le bassin Seine-Normandie. Elle est drainée par la rivière Brune, la rivière Blonde, le cours d'eau 01 de la Cendrière, le cours d'eau 01 du Fond Catin, le cours d'eau 01 du Moulin Bataille, le cours d'eau 05 de la commune de Brunehamel, le fossé de la Fauvette et le Hamel,,.
La Brune, d'une longueur de 37 km, prend sa source dans la commune  et se jette  dans le Vilpion à Thiernu, après avoir traversé 20 communes.

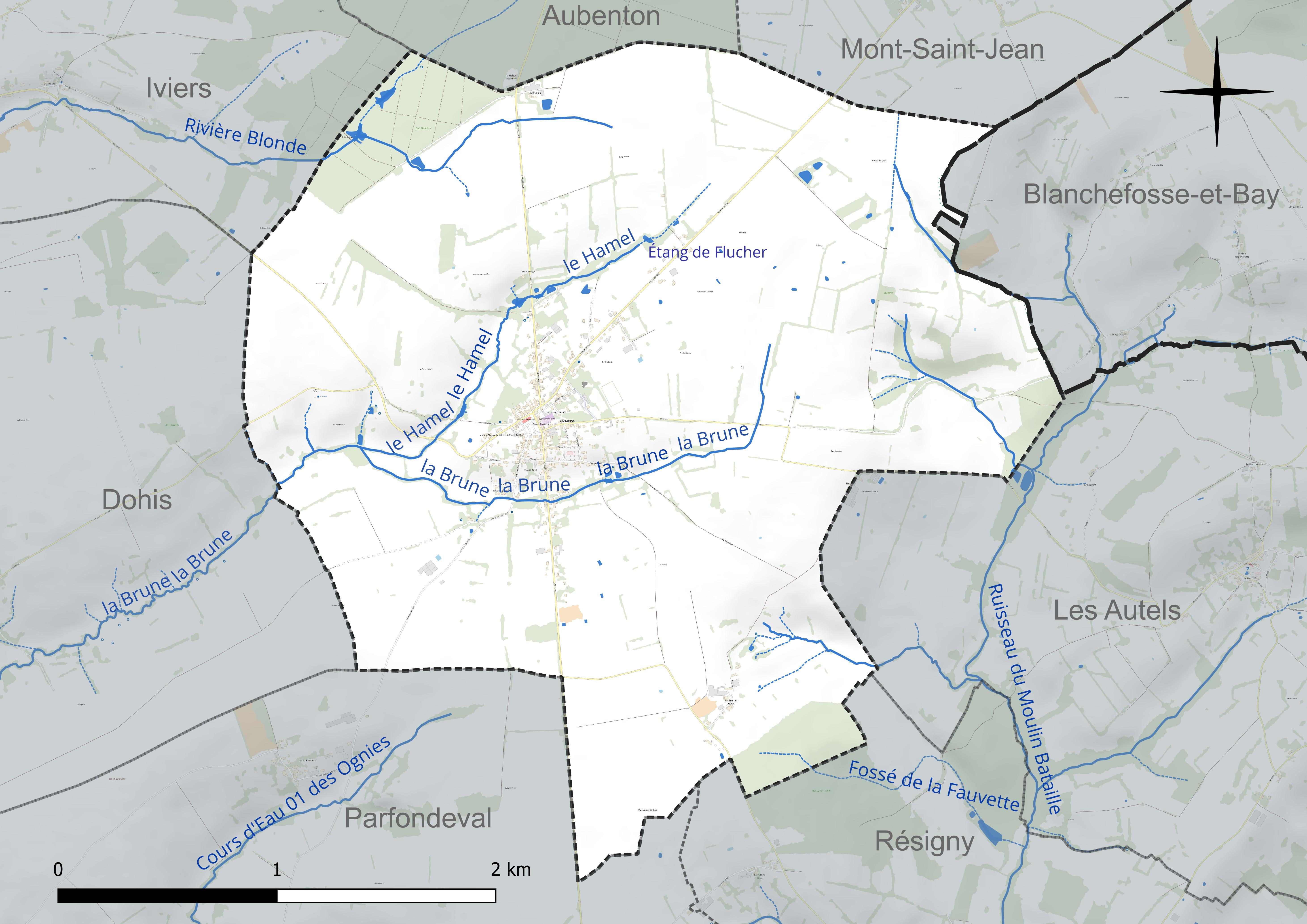
Réseau hydrographique de Brunehamel.

Un plan d'eau complète le réseau hydrographique : l'étang de Flucher (0,1 ha),.

### Climat
Pour des articles plus généraux, voir Climat des Hauts-de-France et Climat de l'Aisne.
En 2010, le climat de la commune est de type climat de montagne, selon une étude du CNRS s'appuyant sur une série de données couvrant la période 1971-2000. En 2020, Météo-France publie une typologie des climats de la France métropolitaine dans laquelle la commune est exposée à un climat océanique altéré et est dans la région climatique Nord-est du bassin Parisien, caractérisée par un ensoleillement médiocre, une pluviométrie moyenne régulièrement répartie au cours de l'année et un hiver froid (3 °C).
Pour la période 1971-2000, la température annuelle moyenne est de 9,4 °C, avec  une amplitude thermique annuelle de 15,4 °C. Le cumul annuel moyen de précipitations est de 997 mm, avec 14,2 jours de précipitations en janvier et 10,1 jours en juillet. Pour la période 1991-2020 la température moyenne annuelle observée sur la station météorologique la plus proche, située sur la commune de Signy-l'Abbaye à 19 km à vol d'oiseau, est de 10,2 °C et le cumul annuel moyen de précipitations est de 1 060,5 mm,. Pour l'avenir, les paramètres climatiques de la commune estimés pour 2050 selon différents scénarios d'émission de gaz à effet de serre sont consultables sur un site dédié publié par Météo-France en novembre 2022.

## Urbanisme

### Typologie
Au 1er janvier 2024, Brunehamel est catégorisée commune rurale à habitat dispersé, selon la nouvelle grille communale de densité à 7 niveaux définie par l'Insee en 2022.
Elle est située hors unité urbaine et hors attraction des villes,.

### Occupation des sols
L'occupation des sols de la commune, telle qu'elle ressort de la base de données européenne d'occupation biophysique des sols Corine Land Cover (CLC), est marquée par l'importance des territoires agricoles (90,7 % en 2018), une proportion identique à celle de 1990 (90,7 %). La répartition détaillée en 2018 est la suivante : 
prairies (75,6 %), terres arables (15 %), forêts (4,9 %), zones urbanisées (4,4 %).
L'évolution de l'occupation des sols de la commune et de ses infrastructures peut être observée sur les différentes représentations cartographiques du territoire : la carte de Cassini (XVIIIe siècle), la carte d'état-major (1820-1866) et les cartes ou photos aériennes de l'IGN pour la période actuelle (1950 à aujourd'hui).

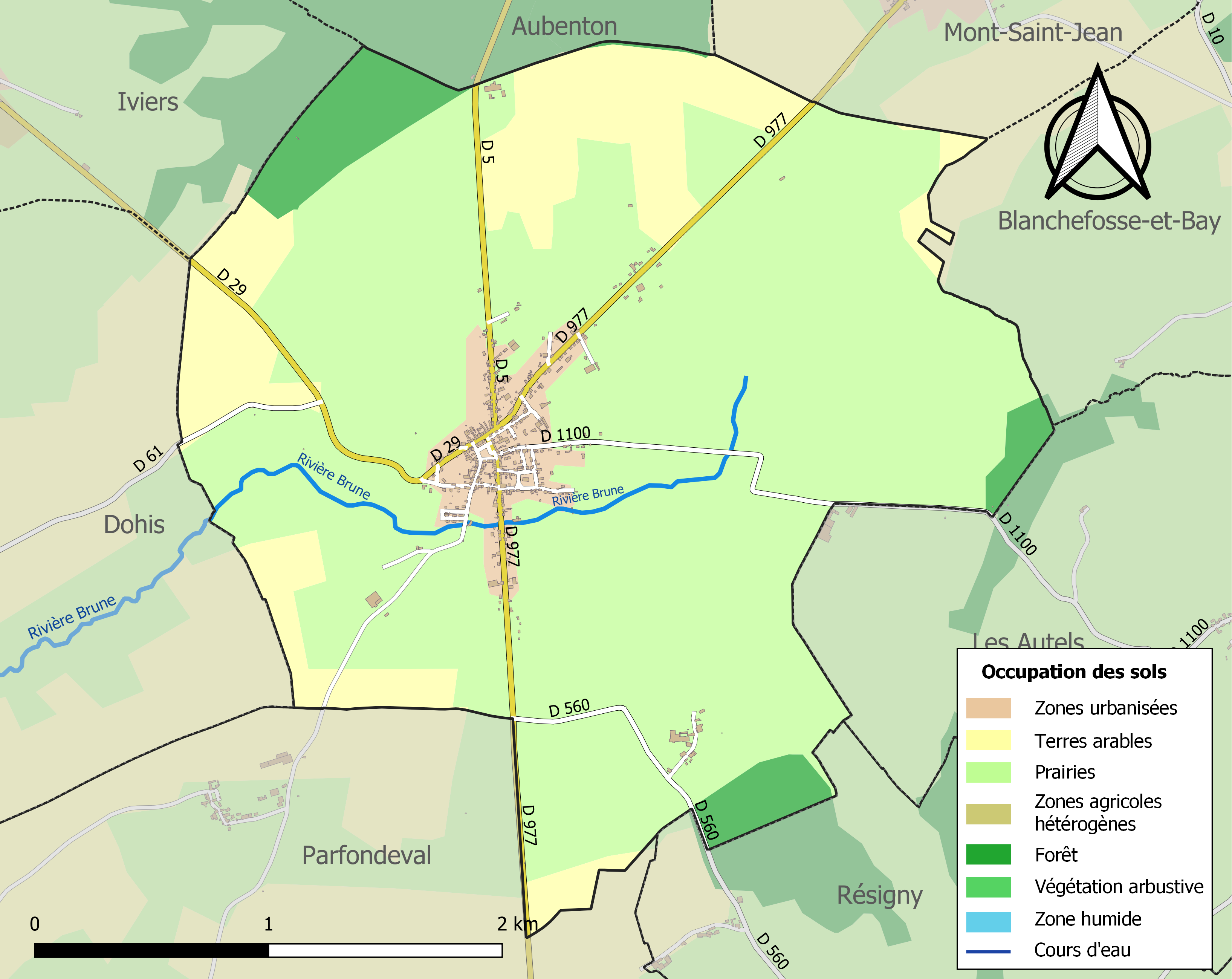
Carte des infrastructures et de l'occupation des sols de la commune en 2018 (CLC).

## Toponymie

### Attestation anciennes
Le nom de la localité est attesté sous les formes Brunehaumes en 1216-1217 ; Brunehaut-Meis en 1265 ; Brunehautmez en 1290 ; Brunehaumez en 1340 ; Brunehaulmez en 1527 ; Brunehamel-en-Térasse, Brunehamel-en-Thirasse en 1618 ; Bruhamel-en-Thierache en 1621.

### Étymologie
Il s'agit d'une formation médiévale en -meis, souvent écrit -metz (cf. Limetz, Brumetz, etc.) « ferme, masure » (ancien nom commun issu du latin mansus cf. mas), précédé du nom de femme de type germanique Brunehaut (de Brunihild). L'altération en -hamel est due à l'attraction tardive du nom commun hamel « hameau », fréquent dans le domaine normanno-picard.

## Histoire
Au Moyen Âge, le chapitre de la collégiale de Rozoy, était gros décimateur en totalité.
Par arrêté préfectoral du 20 décembre 2016, la commune est détachée le 1er janvier 2017 de l'arrondissement de Laon pour intégrer l'arrondissement de Vervins.

## Politique et administration

### Découpage territorial
La commune de Brunehamel est membre de la communauté de communes des Portes de la Thiérache, un établissement public de coopération intercommunale (EPCI) à fiscalité propre créé le 22 décembre 1997 dont le siège est à Rozoy-sur-Serre. Ce dernier est par ailleurs membre d'autres groupements intercommunaux.
Sur le plan administratif, elle est rattachée à l'arrondissement de Vervins, au département de l'Aisne et à la région Hauts-de-France. Sur le plan électoral, elle dépend du  canton de Vervins pour l'élection des conseillers départementaux, depuis le redécoupage cantonal de 2014 entré en vigueur en 2015, et de la première circonscription de l'Aisne  pour les élections législatives, depuis le dernier découpage électoral de 2010.

### Administration municipale
| Période                                  | Période                   | Identité             | Étiquette   | Qualité                                                                          |
| ---------------------------------------- | ------------------------- | -------------------- | ----------- | -------------------------------------------------------------------------------- |
| Les données manquantes sont à compléter. |                           |                      |             |                                                                                  |
| (maire en 1981)                          |                           | Pierre Dufourg       | CD puis UDF | Herbager Conseiller général du canton de Rozoy-sur-Serre (1964-1982)             |
| juin 1995                                | En cours (au 4 juin 2020) | Jean-François Pagnon | PS          | Ingénieur Réélu pour le mandat 2020-2026 Président de la communauté de communes, |

## Démographie
L'évolution du nombre d'habitants est connue à travers les recensements de la population effectués dans la commune depuis 1793. Pour les communes de moins de 10 000 habitants, une enquête de recensement portant sur toute la population est réalisée tous les cinq ans, les populations de référence des années intermédiaires étant quant à elles estimées par interpolation ou extrapolation. Pour la commune, le premier recensement exhaustif entrant dans le cadre du nouveau dispositif a été réalisé en 2007.

En 2022, la commune comptait 458 habitants, en évolution de −2,97 % par rapport à 2016 (Aisne : −1,97 %, France hors Mayotte : +2,11 %).
| 1793 | 1800 | 1806 | 1821 | 1831 | 1836 | 1841 | 1846 | 1851 |
| ---- | ---- | ---- | ---- | ---- | ---- | ---- | ---- | ---- |
| 521  | 672  | 777  | 838  | 872  | 958  | 947  | 937  | 972  |

| 1856 | 1861 | 1866 | 1872 | 1876 | 1881 | 1886 | 1891 | 1896 |
| ---- | ---- | ---- | ---- | ---- | ---- | ---- | ---- | ---- |
| 935  | 918  | 931  | 884  | 939  | 881  | 888  | 824  | 860  |

| 1901 | 1906 | 1911 | 1921 | 1926 | 1931 | 1936 | 1946 | 1954 |
| ---- | ---- | ---- | ---- | ---- | ---- | ---- | ---- | ---- |
| 742  | 753  | 752  | 600  | 583  | 619  | 565  | 538  | 593  |

| 1962 | 1968 | 1975 | 1982 | 1990 | 1999 | 2006 | 2007 | 2012 |
| ---- | ---- | ---- | ---- | ---- | ---- | ---- | ---- | ---- |
| 666  | 636  | 592  | 652  | 508  | 511  | 536  | 539  | 522  |

| 2017 | 2022 | - | - | - | - | - | - | - |
| ---- | ---- | - | - | - | - | - | - | - |
| 456  | 458  | - | - | - | - | - | - | - |

## Culture locale et patrimoine

### Lieux et monuments
- Église Saint-Nicolas.

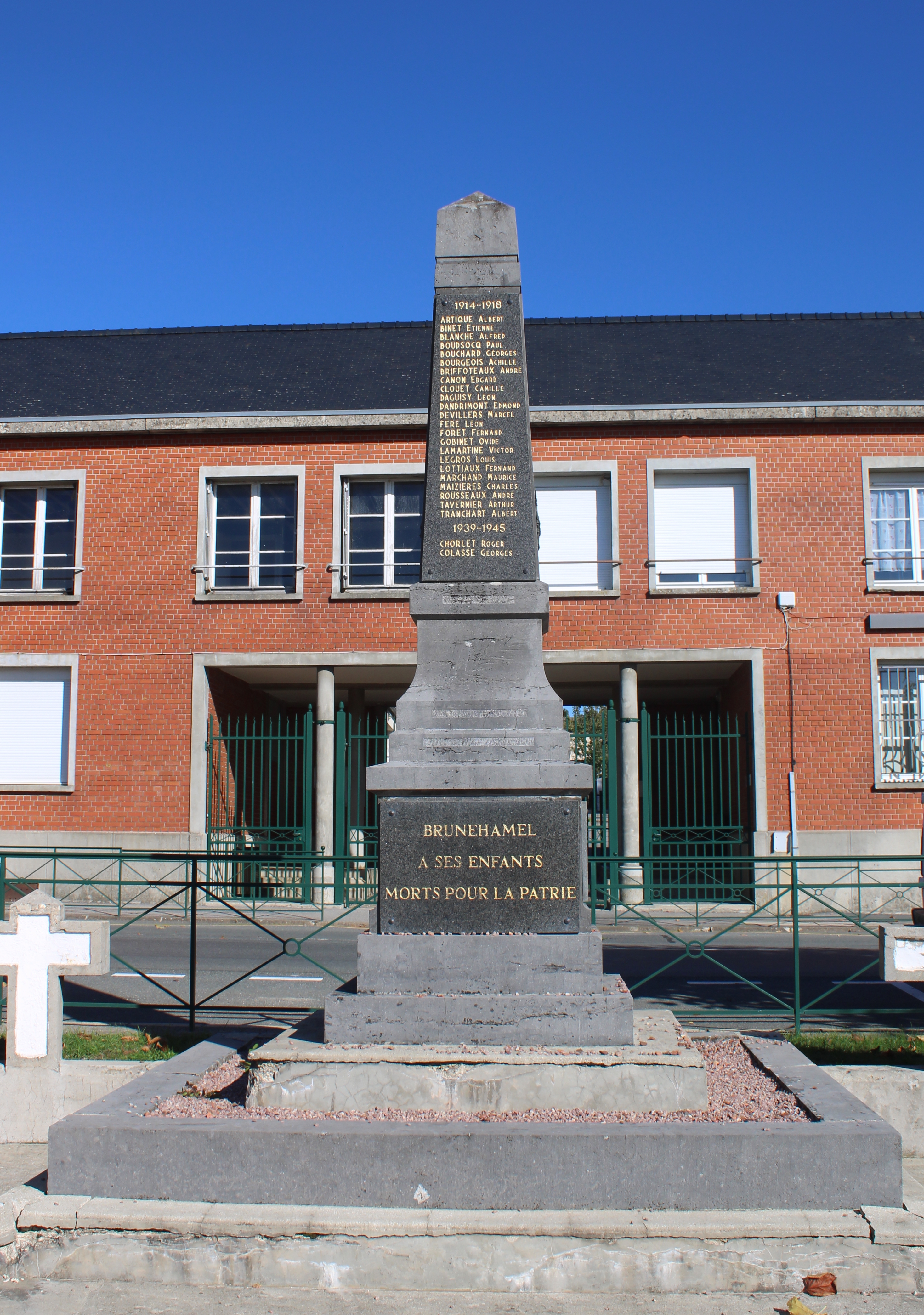
Le monument aux morts.
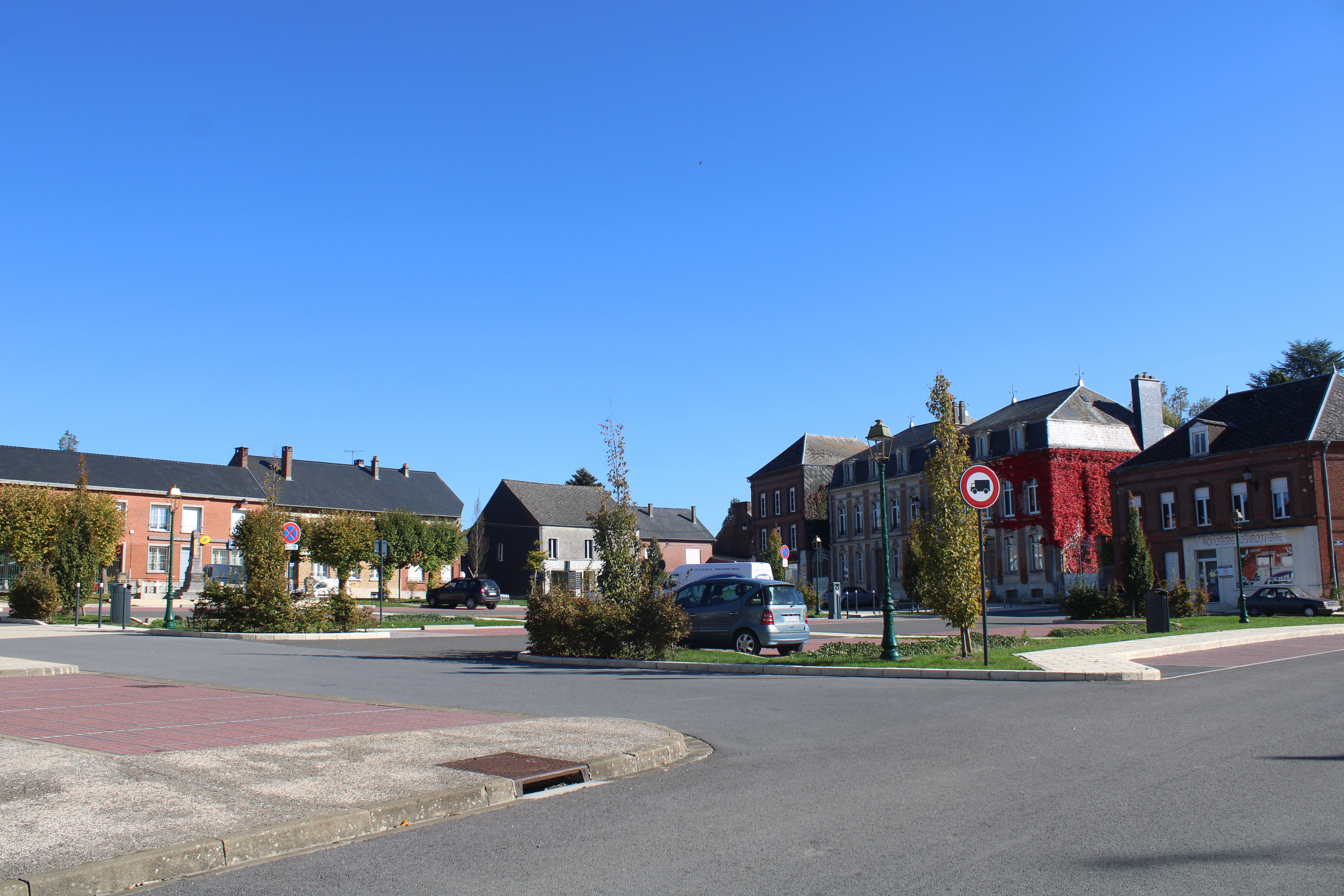
La place de la mairie.
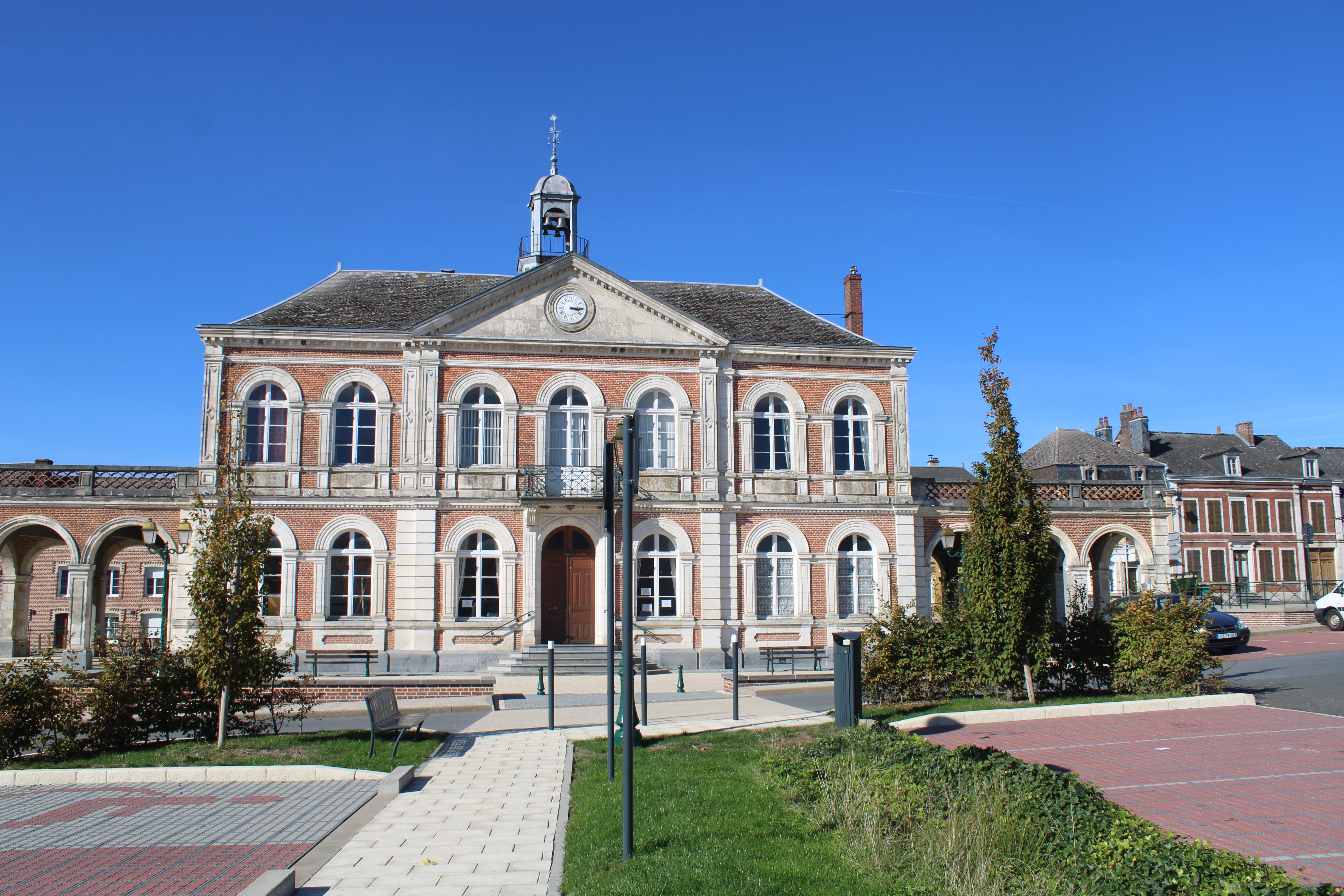
La mairie.
- Eglise de Brunehamel: vidéo.

### Personnalités liées à la commune
- Pierre Louis Auguste Caron (1774-1832), militaire français des XVIIIe et XIXe siècles.
- Paul Sandrique (1845-1892)  né et décédé à Brunehamel (Aisne), homme politique, député de l'Aisne de 1882 à 1889.
- Albert Sandrique (1854-?), homme politique né à Brunehamel, maire de Saint-Quentin-le-Petit, député des Ardennes de 1902 à 1910.

## Pour approfondir